# Castell (Bavière)
Pour les articles homonymes, voir Castell.
Castell est une commune de Bavière (Allemagne), située dans l'arrondissement de Kitzingen, dans le district de Basse-Franconie.

## Géographie
La commune de Castell (du latin Castellum – "château") est située à la bordure ouest du Steigerwald.

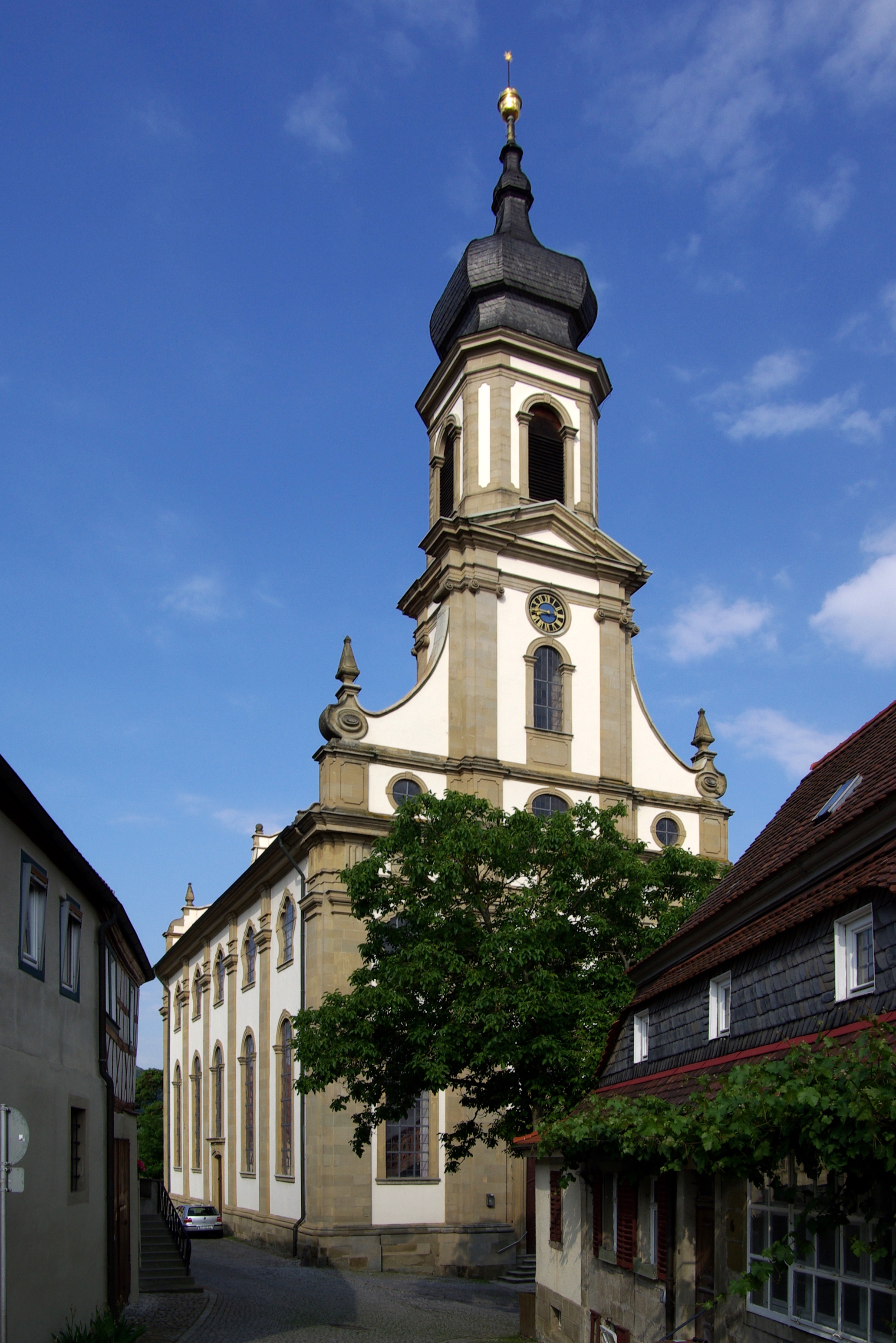
L'église ducale de Castell